# Starnberg (huyện)
Starnberg là một Landkreis (huyện) phía nam của Bayern, Đức. Các huyện giáp ranh là (từ phía bắc theo chiều kim đồng hồ) Fürstenfeldbruck, München, Bad Tölz-Wolfratshausen, Weilheim-Schongau và Landsberg.
Starnberg là huyện có thu nhập đầu người cao nhất trong các huyện của Đức.
Huyện này còn được gọi là vùng 5 hồ (Fünfseenland) vì có các hồ: Starnberger See và Ammersee, cũng như các hồ nhỏ hơn Weßlinger See, Wörthsee và Pilsensee. Các hồ này được các sông băng tạo ra vào giai đoạn cuối Thời kỳ băng hà. 
Huyện được lập năm 1902, khi Bezirksamt München II bị giải thể, đồng thời Bezirksamt Starnberg và Bezirksamt Wolfratshausen được lập. Từ năm 1939, các đơn vị này được gọi là Landkreis. Năm 1972, hai xã Bachhausen và Höhenrain của huyện Wolfratshausen được bổ sung vào huyện này. Năm 1978, đã có cuộc cải cách hành chính đã giảm số lượng xã từ 42 còn 14.

## Xã và đô thị
| Thị trấn     | Xã                                                                               |                                                                                            |
| ------------ | -------------------------------------------------------------------------------- | ------------------------------------------------------------------------------------------ |
| 1. Starnberg | 1. Andechs 2. Berg 3. Feldafing 4. Gauting 5. Gilching 6. Herrsching am Ammersee | 1. Inning am Ammersee 2. Krailling 3. Pöcking 4. Seefeld 5. Tutzing 6. Weßling 7. Wörthsee |